# 沃雷耶
沃雷耶（法語：Vaureilles，法語發音：[voʁɛj]）是法国阿韦龙省的一个市镇，位于该省西北部，属于鲁埃格自由城区。

## 地理
沃雷耶（44°27'11"N, 2°11'53"E）面积14.24 平方千米，位于法国奧克西塔尼大區阿韦龙省，该省份为法国南部内陆省份，位于法國中央高原南部，北起顺时针与康塔爾省、洛泽尔省、加尔省、埃罗省、塔恩省、塔恩-加龙省和洛特省接壤。
与沃雷耶接壤的市镇（或旧市镇、城区）包括：昂格拉尔-圣费利克斯、德吕勒、加尔冈、拉尼埃茹勒、蒙巴藏、普里沃扎克、鲁瑟纳克。
沃雷耶的时区为UTC+01:00、UTC+02:00（夏令时）。

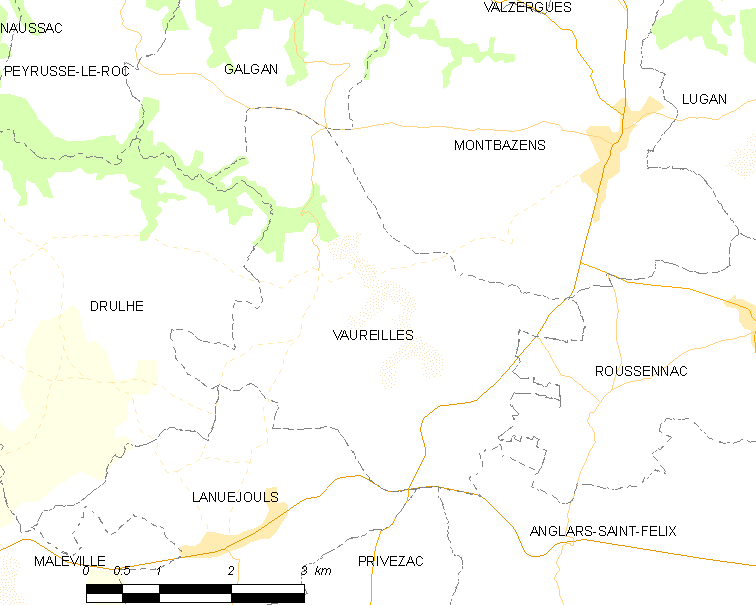
沃雷耶的OSM定位图

## 行政
沃雷耶的邮政编码为12220，INSEE市镇编码为12290。

## 政治
沃雷耶所属的省级选区为维勒讷瓦-维勒弗朗舒瓦县。

## 交通
阿韦龙省省道D583线经过镇中心，另有省道D5线、D76线和D635线过境。

## 人口

1962-2008年间沃雷耶人口变化图示

沃雷耶于2022年1月1日时的人口数量为489人。